# Fatos & Fotos
Fatos & Fotos (ou em alguns períodos Fatos & Fotos/Gente) foi uma revista semanal brasileira de variedades, publicada pela Editora Bloch, do Rio de Janeiro, e circulou entre as décadas de 1960 e 1980 (a partir de 1983 deixou de ser semanal, para ter edições esporádicas).

## Características
A revista estava dirigida a reportar, com grandes fotografias e pouco texto, dramas sociais, atualidades, artes, vida pessoa de pessoas famosas e do mundo da televisão.
Tais artigos eram publicados em seções que tinham por nomes os temas que retratavam e se distribuíam pelas sessenta e seis páginas da revista. Com uma diagramação inovadora, nela as imagens deixavam de ser um elemento acessório da matéria jornalística, e passaram a ter o papel de destaque a partir das quais a matéria se desenvolvia.

## Histórico
Junto com a revista Manchete, da mesma editora, foi responsável pelo declínio de O Cruzeiro, publicação então na liderança desse tipo de periódico no Brasil até a década de 1960.
No caso específico desta revista, foi criada para aproveitar o resto do vasto material fotográfico excedente produzido para as matérias da revista Manchete mas, com o sucesso alcançado junto ao público, chegou a alcançar a quarta posição entre tais publicações da época, recebendo uma tiragem elevada.
A Fatos & Fotos contou, entre seus números 801 (dezembro de 1976) a 843 (edição de 17 de outubro de 1977), com entrevistas realizadas pela escritora Clarice Lispector, sendo esta a sua última publicação na imprensa antes de seu falecimento.
Encerrou suas atividades pela falta de interesse dos leitores, e consequente crise da própria editora.